# Moderní čarodějnictví

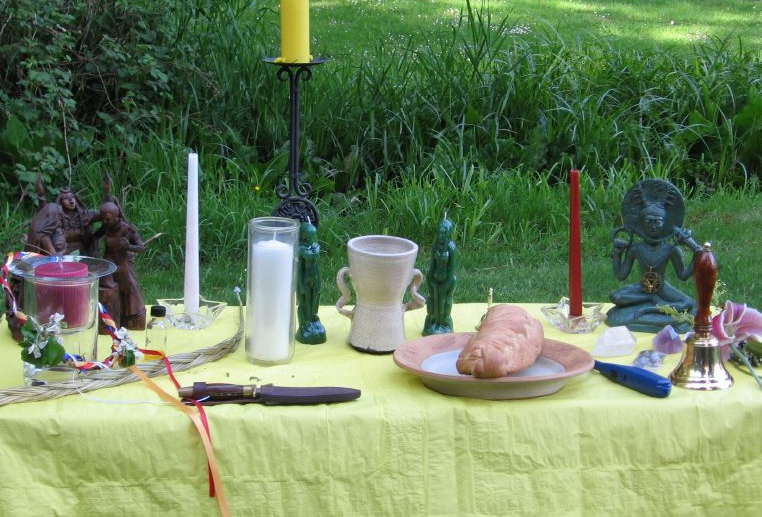
Wiccanský oltář

Moderní čarodějnictví je široké hnutí zaměřené na magii, bylinkářství, léčitelství, věštění a další praktiky spojované s historickým čarodějnictvím. Jeho vznik je spojen s polovinou 20. století, ačkoliv většina ze skupin se mu věnujících tvrdí, že jsou následovníky mnohem starší tradice. Většina moderních čarodějů a čarodějnic spojuje svou praxi s předkřesťanským náboženstvím Evropy a je tak zpravidla řazena k novopohanům, část z nich se však dá považovat za specifickou formu satanismu.
Nejrozšířenější a nejvýznamnější formou moderního čarodějnictví je Wicca, ve své původní formě mysterijní tradice uctívající Trojnou bohyni a Rohatého boha. Z té v 70. letech 20. století vzešla eklektická wicca, tedy tradice, skupiny a jednotlivci, odchylující se od původní Wiccy a zpravidla také povolující sebezasvěcení.
Druhým významným směrem moderního čarodějnictví je tradiční či dědičné čarodějnictví, jehož následovníci tvrdí, že jejich víra a praxe nevychází z Wiccy, ale je starší, často předávaná v rodině z generace na generaci. Mezi nejvýznamnější tradice v rámci tohoto směru patří Cochrane’s Craft, Stregheria, Feri a Sabbatic Craft.
Kromě toho jsou používány také termíny popisující jiné formy čarodějnictví, často praktikované individuálně:
- kitchen/hearth witchraft „kuchyňské čarodějnictví/čarodějnictví krbu“ - zaměřené na domov
- green/wild witchcraft „zelené/divoké“ - zaměřené na přírodu a byliny
- hedge witchraft „čarodějnictví živého plotu“ - blízké šamanismu

Jako součást čarodějnictví je někdy chápáno také hnutí Reclaiming, ovlivněné především Feri a Dianickou wiccou, nebo seiðr praktikovaný v rámci severského novopohanství.